# Хенкін Борис Аркадійович
Борис Аркадійович Хенкін (6 вересня 1898 — 12 травня 1972) — радянський артист оперети, естради. Актор Київського театру музкомедії. Заслужений артист УРСР.

Могила Бориса Хенкіна

Похований на Байковому кладовищі (ділянка № 8).

## Фільмографія
- «„Богатир“ йде в Марто» (1954, гість на прийомі);
- «Врятуйте наші душі» (1960, Джеймс дворецький).